# (26087) Zhuravleva
(26087) Zhuravleva ist ein Asteroid des Hauptgürtels, der am 21. Oktober 1982 von der ukrainischen Astronomin Ljudmila Georgijewna Karatschkina an der Zweigstelle des Krim-Observatoriums (IAU-Code 095) in Nautschnyj entdeckt wurde.
Benannt wurde der Asteroid am 31. August 2012 nach der ukrainischen Astronomin Ljudmyla Schurawlowa (* 1946), die während ihrer Arbeit am Krim-Observatorium mehr als 200 Asteroiden entdeckte.